# Subgrup
En teoria de grups, donat un grup G sota una operació binària *, es diu que un subconjunt H de G és un subgrup de G si H amb l'operació * també forma un grup. Més precisament, H és un subgrup de G si la restricció de * a H x H és una operació de grup en H. De vegades, la relació «H és un subgrup de G» s'indica amb la notació H ≤ G.
Un subgrup propi d'un grup G és un subgrup H que és un subconjunt propi de G (és a dir H ≠ G). El subgrup trivial de qualsevol grup és el subgrup {e} que conté només l'element identitat.
Les mateixes definicions s'apliquen de forma més general quan G és un semigrup arbitrari, però aquest article només tractarà amb subgrups de grups. El grup G de vegades es denota pel parell ordenat (G,*), normalment per emfasitzar l'operació * quan G porta múltiples estructures algebraiques o d'altres tipus.
En el que segueix, es farà servir la convenció habitual d'ometre * i escriure el producte a* b simplement com ab.

## Propietats bàsiques dels subgrups
- H és un subgrup del grup G si i només si no és buit i és tancat sota productes i inverses. (Les condicions de tancament signifiquen el següent: per a qualsevol a i b de H, ab i a-1 també són de H. Aquestes dues condicions es poden combinar en una condició equivalent: per a qualsevol a i b de H, ab-1 també és de H.) En el cas que H sigui finit, llavors H és un subgrup si i només si H és tancat sota el producte. (En aquest cas, tots els elements a d'H generen un subgrup cíclic finit d'H, i l'invers d'a és a−1 = an − 1, on n és l'ordre de a.)
- La condició anterior es pot establir en termes d'un homomorfisme; és a dir, H és un subgrup d'un grup G si i només si H és un subconjunt de G i hi ha un homomorfisme d'inclusió (és a dir, i(a) = a per a tot a) de H a G.
- L'element identitat d'un subgrup és l'element identitat del grup: si G és un grup amb l'element identitat eG, i H és un subgrup de G amb l'element identitat eH, llavors eH = eG.
- L'invers d'un element en un subgrup és l'invers de l'element al grup: si H és un subgrup d'un grup G, i a i b són elements d'H tals que ab = ba = eH, llavors ab = ba = eG.
- La intersecció de dos subgrups A i B també és un subgrup. La unió dels subgrups A i B és un subgrup si i només si o bé A conté a B o viceversa, ja que per exemple el 2 i el 3 són a la unió de 2Z i el 3Z sinó la seva suma 5 no hi és. Un altre exemple és la unió de l'eix d'abcisses i l'eix d'ordenades al pla (amb l'operació d'addició de vectors); cada un d'aquests objectes és un subgrup però la seva unió no ho és. Això també serveix com a exemple de dos subgrups, la intersecció dels quals és precisament la identitat.
- Si S és un subconjunt de G, llavors existeix un subgrup mínim que conté S, que es pot trobar prenent la intersecció de tots els subgrups que contenen S; es denota per <S> i es diu que és el subgrup generat per S. Un element de G és a <S> si i només si és un producte finit d'elements de S i els seus inversos.
- Tot element a d'un grup G genera el subgrup cíclic <a>. Si <a> és isomorf a Z/nZ per algun enter n positiu, llavors n és l'enter positiu més petit per al qual an = e, i n s'anomena l'ordre de a. Si <a> és isomorf a Z, llavors a es diu que té ordre infinit.
- Els subgrups de qualsevol grup donat formen un reticle complet amb la inclusió com a relació d'ordre, aquest reticle s'anomena el reticle de subgrups. (Mentre que l'ínfim és la intersecció habitual de conjunts, el suprem d'un conjunt de subgrups és el subgrup generat per la unió dels dels subgrups, no la unió mateixa dels conjunts.) Si e és la identitat de G, llavors el grup trivial {e} és el subgrup mínim de G, mentre que el subgrup màxim és el mateix grup G.

## Exemple
Sia G el grup abelià els elements del qual són
G={0,2,4,6,1,3,5,7}
i que té per operació de grup l'addició mòdul vuit. La seva taula Cayley és
| + | 0 | 2 | 4 | 6 | 1 | 3 | 5 | 7 |
| - | - | - | - | - | - | - | - | - |
| 0 | 0 | 2 | 4 | 6 | 1 | 3 | 5 | 7 |
| 2 | 2 | 4 | 6 | 0 | 3 | 5 | 7 | 1 |
| 4 | 4 | 6 | 0 | 2 | 5 | 7 | 1 | 3 |
| 6 | 6 | 0 | 2 | 4 | 7 | 1 | 3 | 5 |
| 1 | 1 | 3 | 5 | 7 | 2 | 4 | 6 | 0 |
| 3 | 3 | 5 | 7 | 1 | 4 | 6 | 0 | 2 |
| 5 | 5 | 7 | 1 | 3 | 6 | 0 | 2 | 4 |
| 7 | 7 | 1 | 3 | 5 | 0 | 2 | 4 | 6 |

Aquest grup té un parell de subgrups no trivials: J={0,4} i H={0,2,4,6}, on és J també és un subgrup d'H. La taula Cayley de H és el quadrant primer de l'esquerra de la taula Cayley de G. El grup G és cíclic, i també ho són els seus subgrups. En general, els subgrups dels grups cíclics també són cíclics.

## Classes laterals i teorema de Lagrange
Donat un subgrup H i un a de G, es defineix la classe lateral per l'esquerra aH = {ah : h in H}. Com que a és invertible, la funció: φ : H → aH donada per φ(h) = ah és una bijecció. A més, tots els elements de G pertanyen precisament a una classe lateral per l'esquerra d'H; les classes laterals per l'esquerra són les classes d'equivalència que corresponen a la relació d'equivalència a1 ~ a₂ si i només si a1−1a₂ és de H. El nombre de classes laterals per l'esquerra d'H s'anomena l'índex d'H a G i es denota per [G : H].
El teorema de Lagrange estableix que per a un grup finit G i un subgrup H,
{\displaystyle [G:H]={|G| \over |H|}}
on |G| i |H| denoten els ordres de G i H, respectivament. En particular, l'ordre de tots els subgrups de G (i l'ordre de tots els elements de G) ha de ser un divisor de |G|.
Les classes laterals per la dreta es defineixen anàlogament: Ha = {ha : h in H}. Són també les classes d'equivalència per a una relació d'equivalència adequada i el seu nombre és igual a [G : H].
Si aH = Ha per cada a de G, llavors es diu que H és un subgrup normal. Tots els subgrups d'índex 2 són normals: les classes laterals per l'esquerra, són simplement el subgrup i el seu complement.